# Pipea, Mureș
Pipea, mai demult Pipe, Pipa (în dialectul săsesc Wepeschdref, în germană Wepeschdorf, Wegeschdorf, în maghiară Pipe, Pipa) este un sat în comuna Nadeș din județul Mureș, Transilvania, România.

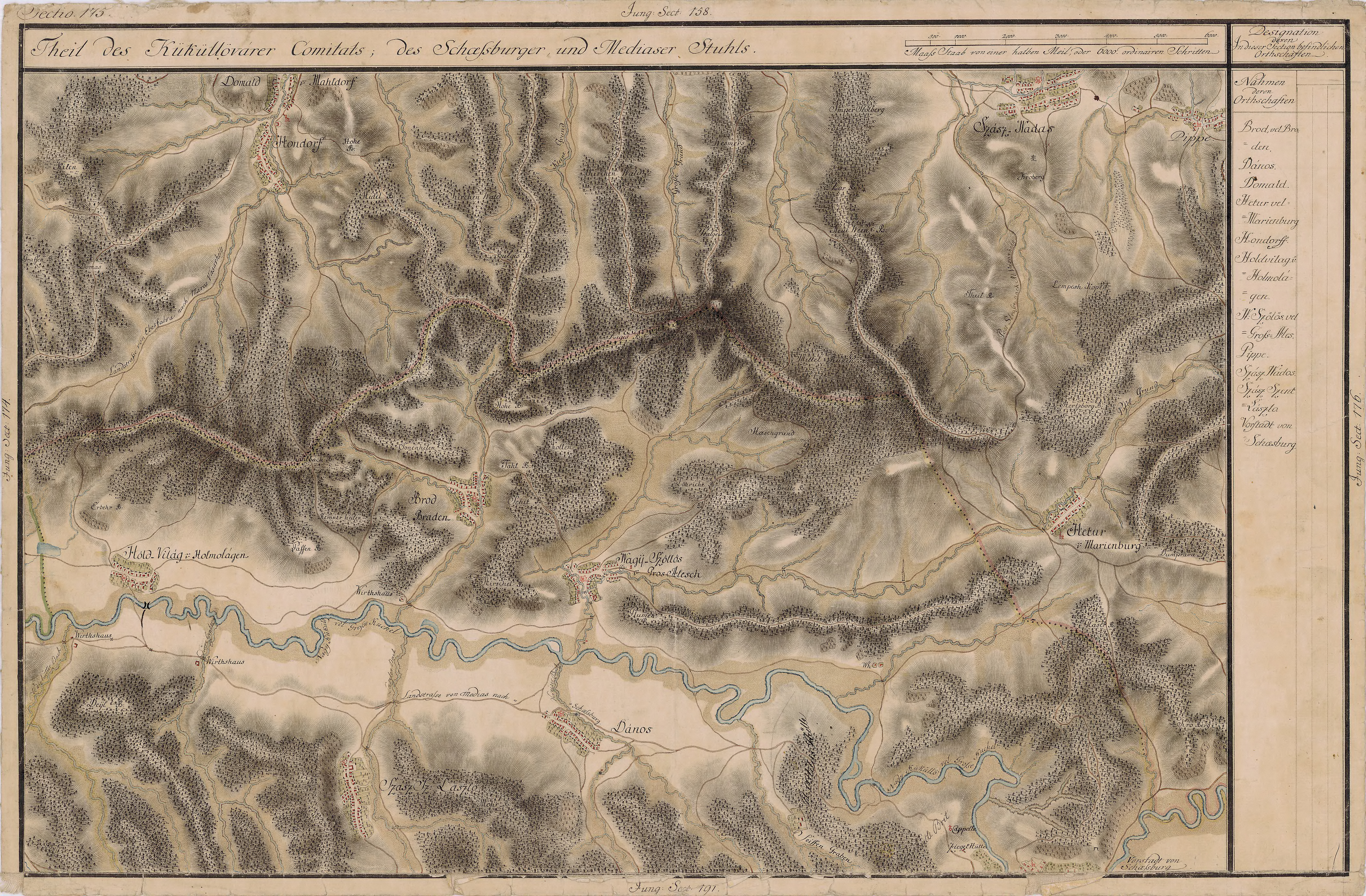
Pipea în Harta Iosefină a Transilvaniei, 1769-73

## Imagini

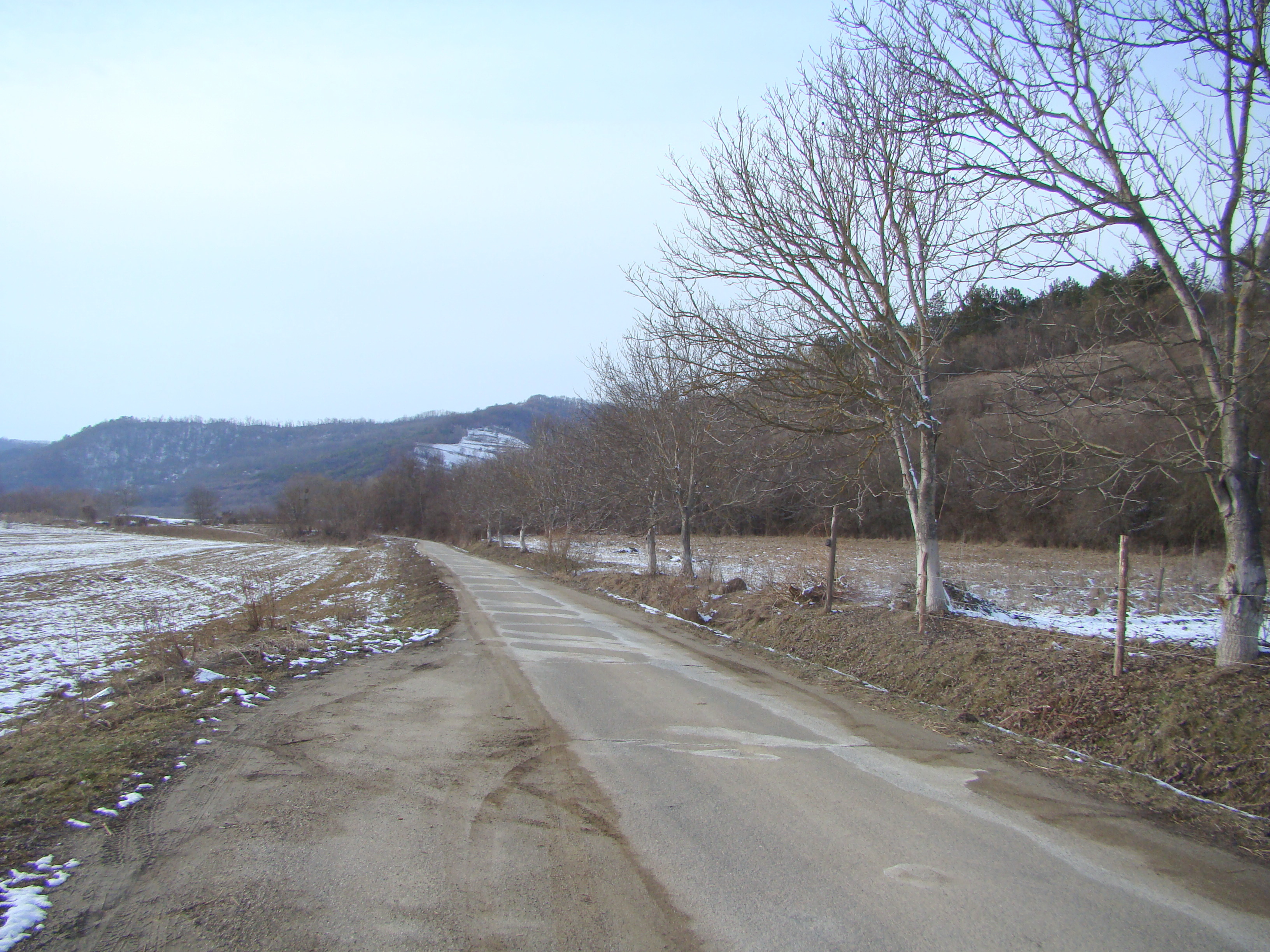
Drumul Nadeș-Pipea
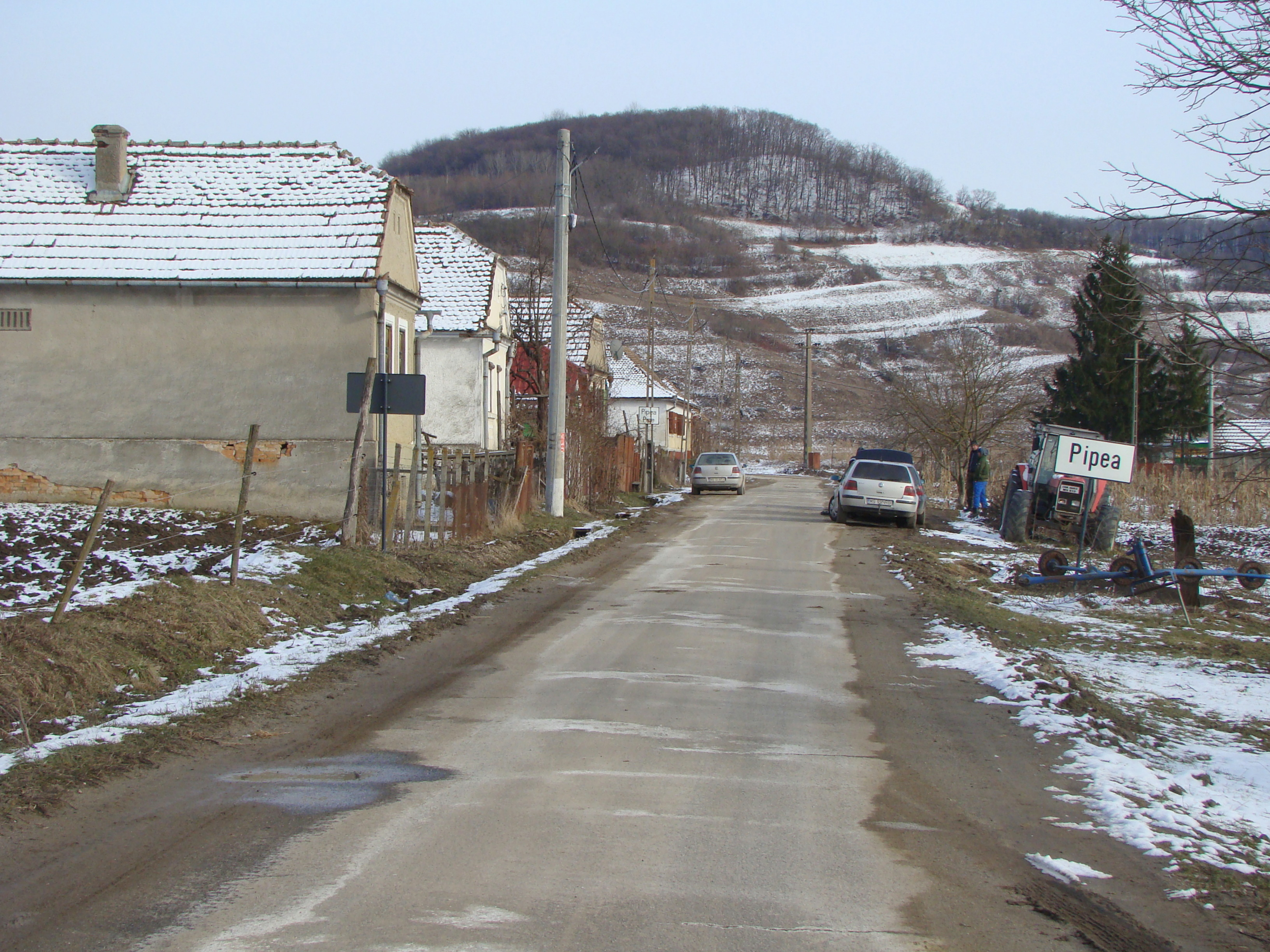
Intrarea în localitate
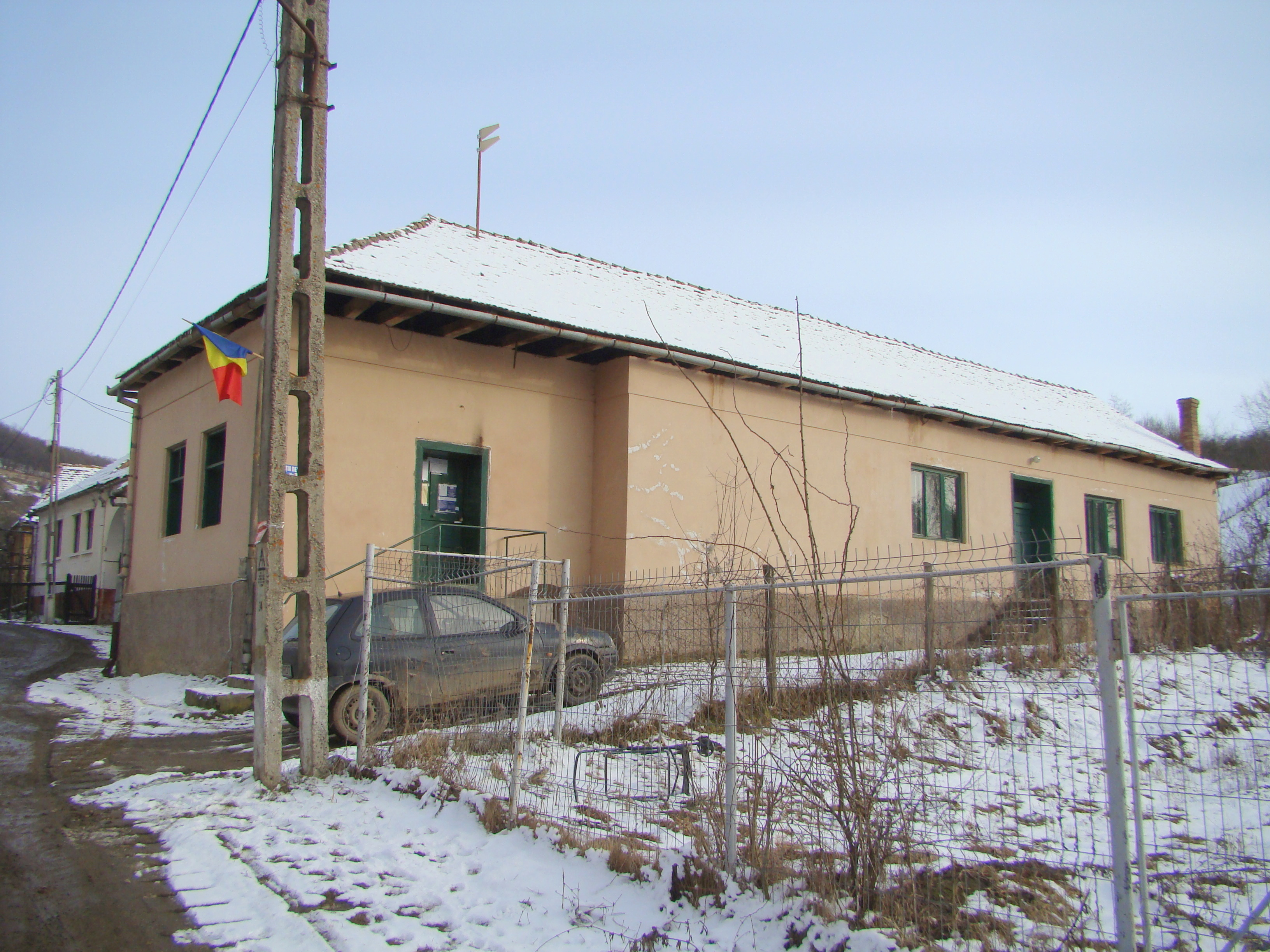
Căminul cultural
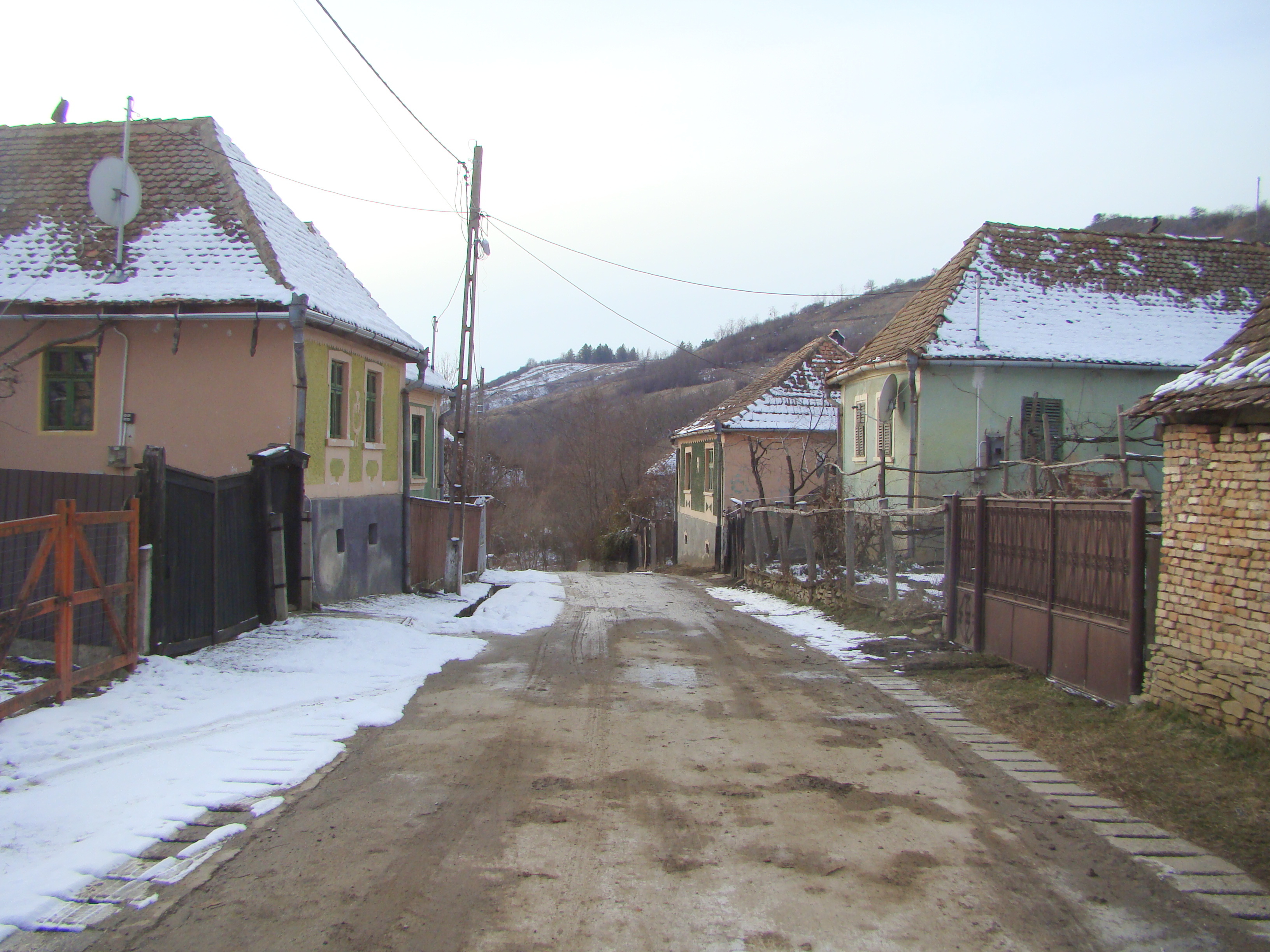
Pipea, sat predominant maghiar, afectat de o depopulare accentuată
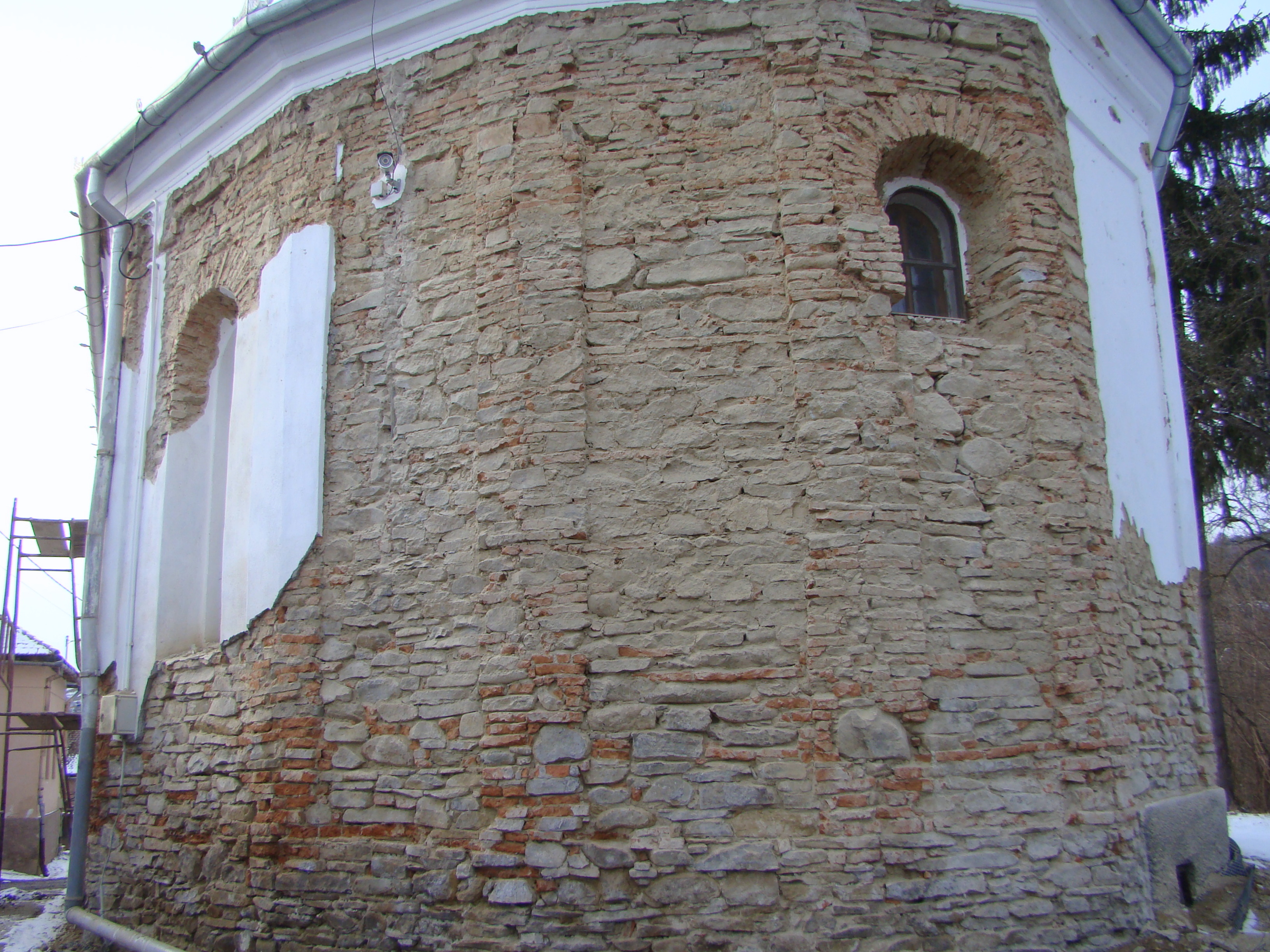
Absida bisericii unitariene
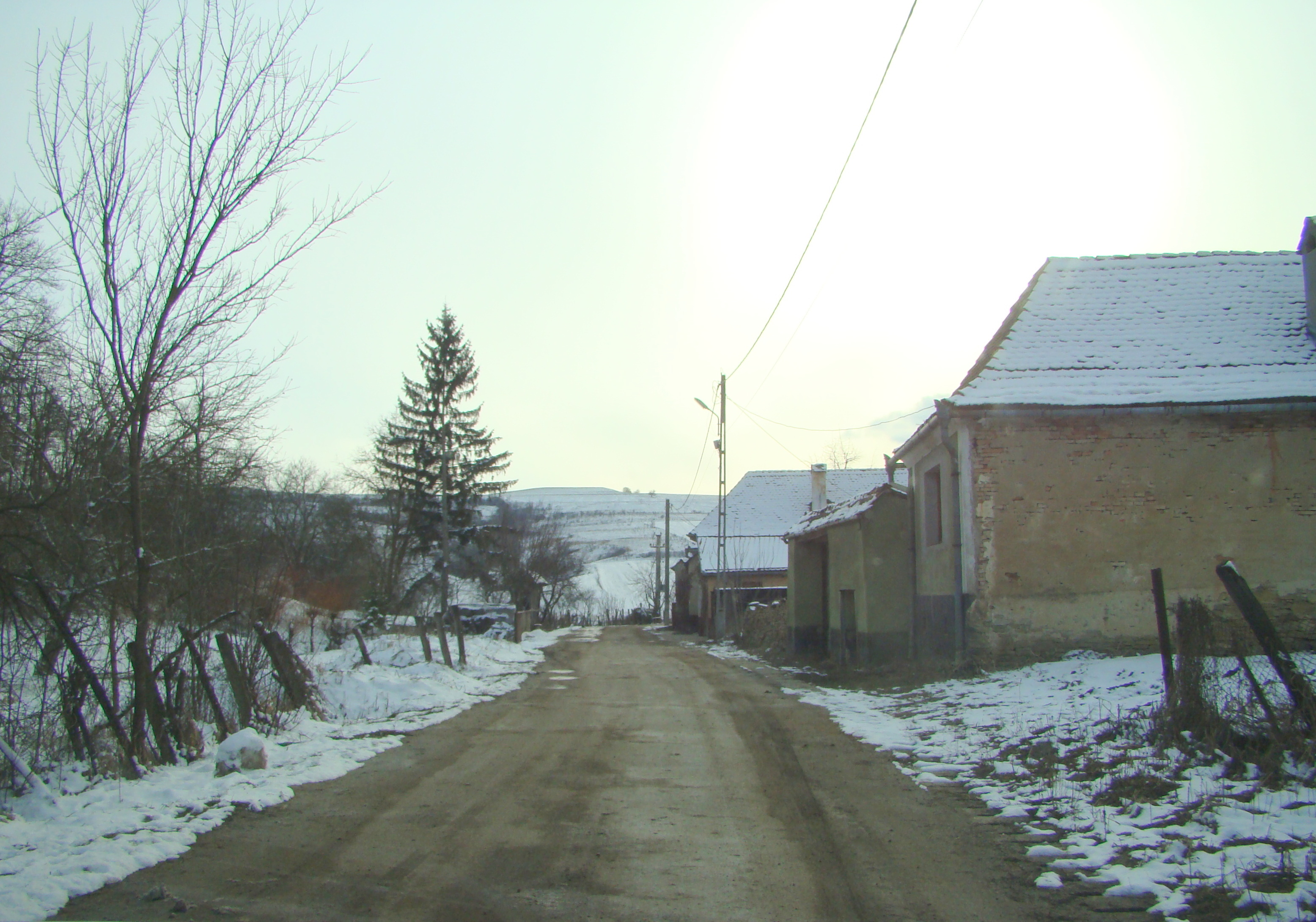